# Kim Young-hoon
Kim Young-hoon (nascido em 2 de outubro de 1978) é um ator sul-coreano. Participou de dramas como Hospital Playlist (2020–2021) como Dr. Ahn  Também atuou em filmes como The King (2017) e The Bros (2017).

### Websérie
| Ano  | Título               | Papel          | Ref.  |
| ---- | -------------------- | -------------- | ----- |
| 2022 | Remarriage & Desires | Choi Seong-jae | [ 2 ] |